# Survivor Series
Survivor Series — это премиальное живое шоу по рестлингу, ежегодно проводимое с 1987 года американским рестлинг-промоушном WWE.
Первое шоу прошло в 1987 году на арене «Ричфилд Колизеум» в Ричфилде, Огайо. Оно входит в «большую четверку» PPV-шоу WWE, наряду с Royal Rumble, WrestleMania, SummerSlam.
Концепция шоу — традиционный матч Survivor Series на выбывание. В матче участвуют две команды, и по мере выбывания каждого члена команды матч продолжается до тех пор, пока не выбывает вся команда. Победителей, оставшихся в матче, называют «выжившими». Хотя в матче обычно участвуют 4 или 5 человек в команде, бывало, что в команде было до 10 человек, а бывало, что и один на команду. Матчи проводятся ежегодно во время шоу Survivor Series. Мероприятия 1998 и 2002 годов являются единственными шоу Survivor Series, на которых не было матчей Survivor Series.

## Даты и места проведения
| Шоу                      | Дата           | Город                        | Место проведения              | Главное событие |
| ------------------------ | -------------- | ---------------------------- | ----------------------------- | --- |
| Survivor Series (1987)   | 26 ноября 1987 | Ричфильд, Огайо              | Ричфилд Колизеум              | Андре Гигант, Сам себе банда, Кинг Конг Банди, Бутч Рид и Рик Руд против Халка Хогана, Пола Орндорффа, Дона Мурако, Кена Патеры и Бам Бам Бигелоу в поединке на выживание 5 на 5                     |
| Survivor Series (1988)   | 24 ноября 1988 | Ричфильд, Огайо              | Ричфилд Колизеум              | Халк Хоган, Рэнди Сэвидж, Геркулес, Коко Б. Уэйр и Хиллбилли Джим (с Мисс Элизабет) против Акима, Биг Босс Мена, Теда Дибиаси, Хаку и Красного Петуха (со Сликом, Бобби Хинаном и Вирджилом)         |
| Survivor Series (1989)   | 23 ноября 1989 | Роузмонт, Иллинойс           | Роузмонт Хоризон              | «Последние воины» (Последний воин, Джим Нейдхарт, Шон Майклз и Марти Джаннетти) против «Семьи Хинан» (Бобби Хинан, Андре Гигант, Хаку и Арн Андерсон)                                                |
| Survivor Series (1990)   | 22 ноября 1990 | Хартфорд, Коннектикут        | Hartford Civic Center         | Халк Хоган, Последний Воин и Тито Сантана против Тэда Дибиаси, Рика Мартела, Варлорда и Power and Glory (Геркулес и Пол Рома) в Большом финальном поединке на выживания 3 на 5                       |
| Survivor Series (1991)   | 27 ноября 1991 | Детройт, Мичиган             | Джо Луис Арена                | Халк Хоган (c) против Гробовщика за титул чемпиона WWF |
| Survivor Series (1992)   | 25 ноября 1992 | Ричфильд, Огайо              | Ричфилд Колизеум              | Брет Харт (c) против Шона Майклза за титул чемпиона WWF |
| Survivor Series (1993)   | 24 ноября 1993 | Бостон, Массачусетс          | Бостон-гарден                 | «Всеамериканцы» (Лекс Люгер, Гробовщик, Рик Штайнер и Скотт Штайнер) против «Иностранных фанатиков» (Йокодзуна, Краш, Людвиг Борга и Квебекер Жак) в поединке на выживание 4 на 4                    |
| Survivor Series (1994)   | 23 ноября 1994 | Сан-Антонио, Техас           | Freeman Coliseum              | Брет Харт (c) против Боба Блэклунда в поединке до сдачи за титул чемпиона WWF Гробовщик против Йокодзуны в «поединке с гробом» (с Чаком Норрисом в качестве специального приглашённого судьи)        |
| Survivor Series (1995)   | 19 ноября 1995 | Лэндовер, Мэриленд           | USAir Arena                   | Дизель (c) против Брета Харта в «поединке без дисквалификаций» за титул чемпиона WWF |
| Survivor Series (1996)   | 17 ноября 1996 | Нью-Йорк                     | Мэдисон-сквер-гарден          | Шон Майклз (c) против Сайко Сида за титул чемпиона WWF |
| Survivor Series (1997)   | 9 ноября 1997  | Монреаль, Канада             | Молсон-центр                  | Брет Харт (c) против Шона Майклза за титул чемпиона WWF |
| Survivor Series (1998)   | 15 ноября 1998 | Сент-Луис, Миссури           | Кил-центр                     | Скала против Мэнкаинда в финале турнира «Deadly Games» |
| Survivor Series (1999)   | 14 ноября 1999 | Детройт, Мичиган             | Джо Луис Арена                | Triple H (c) против Биг Шоу против Скалы в поединке «тройная угроза» за титул чемпиона WWF |
| Survivor Series (2000)   | 19 ноября 2000 | Тампа, Флорида               | Айс-пэлас                     | Курт Энгл (c) против Гробовщика за титул чемпиона WWF Стив Остин против Triple H в «поединке без дисквалификаций»                                                                                    |
| Survivor Series (2001)   | 18 ноября 2001 | Гринсборо, Северная Каролина | Колизей Гринсборо             | Команда WWF (Скала, Крис Джерико, Гробовщик, Кейн и Биг Шоу) против Команды Альянс (Стив Остина, Роб Ван Дам, Курт Энгл, Букер Ти и Шейн Макмэн) в поединке на выживание 5 на 5 за контроль над WWF  |
| Survivor Series (2002)   | 17 ноября 2002 | Нью-Йорк                     | Мэдисон-сквер-гарден          | Triple H (c) против Шона Майклза против Криса Джерико против Роба Ван Дама против Букера Ти против Кейна в первом в истории поединке в «Клетке уничтожения» за титул чемпиона мира в тяжёлом весе    |
| Survivor Series (2003)   | 16 ноября 2003 | Даллас, Техас                | Американ Эйрлайнс-центр       | Голдберг (c) против Triple H за титул чемпиона мира в тяжёлом весе |
| Survivor Series (2004)   | 14 ноября 2004 | Кливленд, Огайо              | Ганд-арена                    | Команда Ортона (Рэнди Ортон, Крис Бенуа, Крис Джерико и Мэвен) против Команды Triple H (Triple H, Эдж, Батиста и Снитски) в поединке на выживание 4 на 4                                             |
| Survivor Series (2005)   | 27 ноября 2005 | Детройт, Мичиган             | Джо Луис Арена                | Команда Raw (Шон Майклз, Кейн, Биг Шоу, Карлито и Крис Мастер) против Команды SmackDown! (Батиста, Рей Мистерио, Джон «Брэдшоу» Лэйфилд, Бобби Лэшли и Рэнди Ортон) в поединке на выживание 5 на 5   |
| Survivor Series (2006)   | 26 ноября 2006 | Филадельфия, Пенсильвания    | Вачовия-центр                 | Король Букер (c) против Батисты за титул чемпиона мира в тяжёлом весе |
| Survivor Series (2007)   | 18 ноября 2007 | Майами, Флорида              | Американ Эйрлайнс-арена       | Батиста (c) против Гробовщика в поединке «Ад в клетке» за титул чемпиона мира в тяжёлом весе |
| Survivor Series (2008)   | 23 ноября 2008 | Бостон, Массачусетс          | ТД Банкнорт-гарден            | Крис Джерико (c) против Джона Сины за титул чемпиона мира в тяжёлом весе |
| Survivor Series (2009)   | 22 ноября 2009 | Вашингтон                    | Веризон-центр                 | Джон Сина (c) против Triple H против Шона Майклза за титул чемпиона WWE |
| Survivor Series (2010)   | 21 ноября 2010 | Майами, Флорида              | Американ Эйрлайнс-арена       | Рэнди Ортон (c) против Уэйда Барретта в поединке без дисквалификаций за титул чемпиона WWE (с Джоном Синой в качестве специального приглашённого судьи)                                              |
| Survivor Series (2011)   | 20 ноября 2011 | Нью-Йорк                     | Мэдисон-сквер-гарден          | Скала и Джон Сина против Awesome Truth (Миз и R-Truth) |
| Survivor Series (2012)   | 18 ноября 2012 | Индианаполис, Индиана        | Бэнкерс Лайф-филдхаус         | СМ Панк (с) против Джона Сины против Райбека в матче «тройная угроза» за титул чемпиона WWE |
| Survivor Series (2013)   | 24 ноября 2013 | Бостон, Массачусетс          | ТД-гарден                     | Рэнди Ортон (с) против Биг Шоу за титул чемпиона WWE |
| Survivor Series (2014)   | 23 ноября 2014 | Сент-Луис, Миссури           | Скоттрэйд-центр               | Команда Сины (Джон Сина, Дольф Зигглер, Биг Шоу, Эрик Роуэн и Райбек) против Команды Руководства (Сет Роллинс, Кейн, Марк Генри, Русев и Люк Харпер) в поединке на выживание 5 на 5                  |
| Survivor Series (2015)   | 22 ноября 2015 | Атланта, Джорджия            | Филипс-арена                  | Роман Рейнс против Дина Эмброуса в финале за вакантное чемпионство WWE в тяжелом весе |
| Survivor Series (2016)   | 20 ноября 2016 | Торонто, Онтарио             | Эйр Канада-центр              | Брок Леснар против Голдберга |
| Survivor Series (2017)   | 19 ноября 2017 | Хьюстон, Техас               | Тойота-центр                  | Команда Raw (Курт Энгл, Брон Строумэн, Финн Балор, Самоа Джо и Triple H) против Команды SmackDown (Шейн Макмэн, Рэнди Ортон, Синсукэ Накамура, Бобби Руд и Джон Сина) в поединке на выживание 5 на 5 |
| Survivor Series (2018)   | 18 ноября 2018 | Лос-Анджелес, Калифорния     | Стэйплс-центр                 | Брок Леснар против Дэниела Брайана |
| Survivor Series (2019)   | 24 ноября 2019 | Роузмонт, Иллинойс           | Олстейт-арена                 | Бэйли против Бекки Линч против Шейны Басзлер |
| Survivor Series (2020)   | 22 ноября 2020 | Орландо, Флорида             | WWE ThunderDome в Эмвей-центр | Дрю Макинтайр против Романа Рейнса |
| Survivor Series (2021)   | 21 ноября 2021 | Бруклин, Нью-Йорк            | Барклайс-центр                | Биг И против Романа Рейнса |
| Survivor Series WarGames | 26 ноября 2022 | Бостон, Массачусетс          | ТД-гарден                     | The Bloodline (Роман Рейнс, Братья Усо (Джей и Джимми), Сами Зейн и Соло Сикоа) (с Полом Хейманом) против «Дерущихся брутов» (Шимус, Ридж Холланд и Бутч), Дрю Макинтайр и Кевин Оуэнс               |